# Maude Garrett

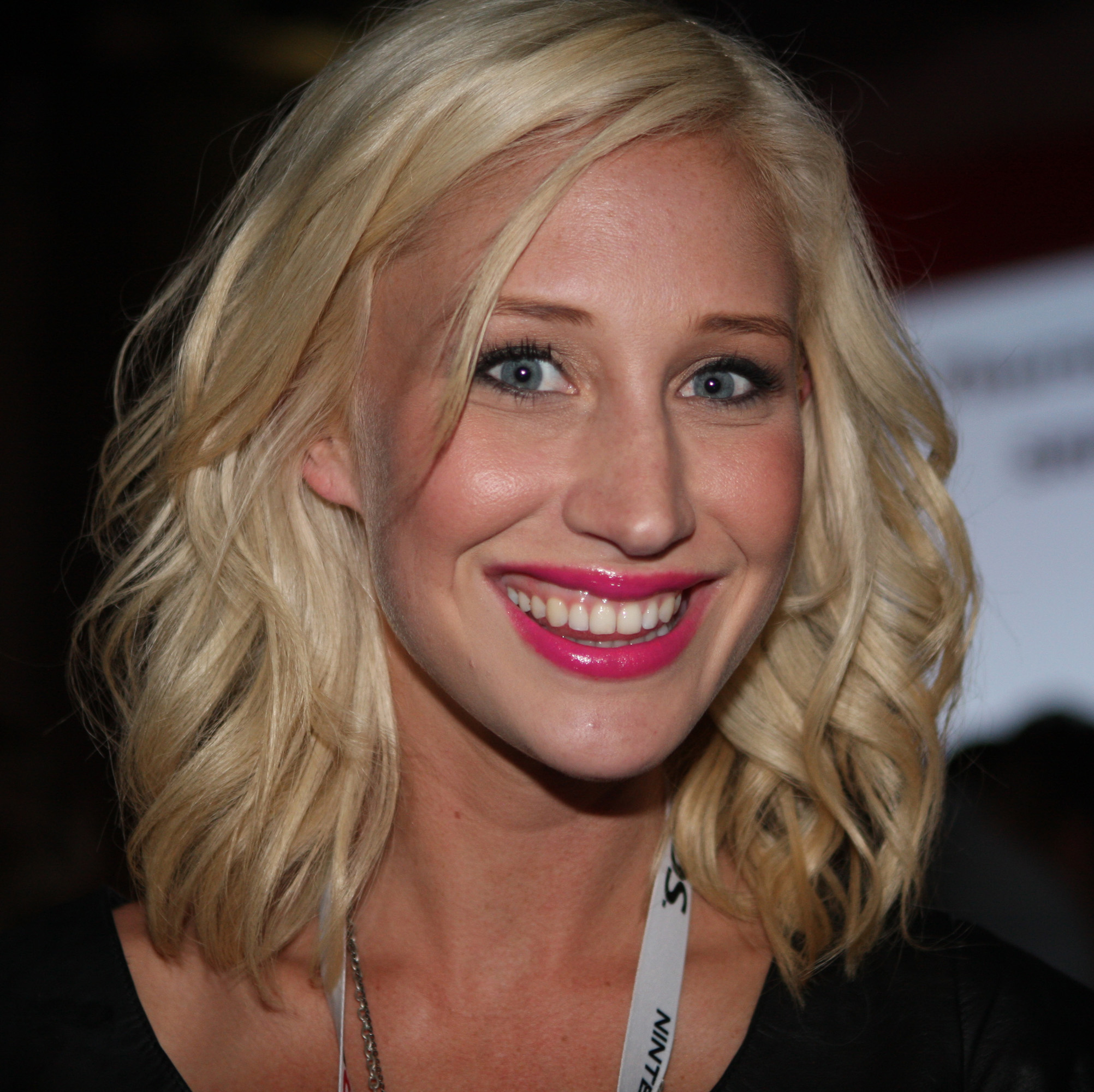
Maude Garrett

Maude Garrett (Darwin, 1986) è una conduttrice televisiva australiana.

## Vita privata
Maude Garrett nasce a Darwin, Australia, nel 1986 ma presto si trasferisce con la famiglia a Brisbane. È la nipote del ministro dell'ambiente australiano Peter Garrett, nonostante ciò ha affermato di non essere interessata alla politica. Il 10 giugno 2009 compare sul tabloid inglese The Sun dopo aver subito un infortunio alle dita mentre partecipava alla ricerca dei biglietti gratuiti per il concerto della cantante britannica Lily Allen.

## Carriera
È uno dei volti principali di Nickelodeon Australia, dove attualmente conduce un programma del pomeriggio molto popolare tra i bambini e il reality show Camp Orange.
È stata scoperta nel 2005 ad un provino per la ricerca di nuovi volti per il canale australiano Channel V, dove si è fatta notare tra 2500 partecipanti malgrado non sia riuscita a vincere il concorso.